# Croix de guerre des Théâtres d'opérations extérieurs
Pour les articles homonymes, voir Croix de guerre.
La Croix de guerre des Théâtres d'opérations extérieurs, ou simplement Croix de guerre des T.O.E., est une décoration militaire française décernée aux militaires et aux civils qui se sont distingués lors d'opérations menées à l'étranger.
La Croix de guerre des TOE est décernée pour des actes de guerre, comportant l’attribution d'une ou plusieurs citations individuelles au cours d'opérations menées sur des théâtres d'opérations étrangers depuis le 11 novembre 1918. Cette récompense peut également être décernée aux unités ayant reçu une ou plusieurs citations dans les mêmes circonstances.

## Historique
L'armistice du 11 novembre 1918 a mis fin à la guerre entre la France et l'Allemagne, mais les soldats français ont continué à combattre sur des théâtres d'opérations hors de la France métropolitaine. Les opérations de combat se sont poursuivies en Syrie, en Palestine, à Constantinople, au Maroc, en Afrique-Occidentale française et en Afrique-Équatoriale française. Il parut donc légitime de permettre au commandement de récompenser les soldats qui se distinguaient dans ces actions de guerre. Une loi est votée le 30 avril 1921 instituant la nouvelle Croix de guerre pour les « Théâtres d'opérations extérieures » (TOE). Elle était destinée à commémorer les citations individuelles décernées lors d'opérations entreprises depuis le 11 novembre 1918 ou à venir, pour services de guerre directement liés à un corps expéditionnaire déployé hors des frontières de la France ; le statut de la Croix de guerre TOE était le même que celui de la Croix de guerre 1914-1918.
L'association nationale des croix de guerre et de la valeur militaire, fondée en 1919 par le vice-amiral Guépratte, regroupe également les soldats de tous grades et les unités militaires des trois armées et de la gendarmerie nationale, décorés de la Croix de guerre des Théâtres d'opérations extérieurs. Suite aux opérations de combat de l'entre-deux-guerres, la Croix de guerre des TOE fut à nouveau décernée pour des actions après la Seconde Guerre mondiale en Indochine, à Madagascar, en Corée et lors de la expédition de Suez. Après une interruption de 35 ans, elle a été à nouveau accordée pour les actions menées entre le 17 janvier 1991 et le 5 mai 1992 pendant la guerre du Golfe par arrêté du ministre de la Défense du 17 janvier 1991. Elle a également été prolongée pour les opérations militaires menées au Kosovo en 1999.

## Description

### Médaille
La médaille est une croix pattée en bronze florentin du module de 37 mm, à quatre branches, avec entre celles-ci deux épées croisées, pointes en haut. Sur l’avers figure, dans un médaillon circulaire, l’effigie de la République coiffée d’un bonnet phrygien orné d’une couronne de laurier et entourée par un anneau portant la légende : « RÉPUBLIQUE FRANÇAISE ». Sur le revers figure, dans un médaillon circulaire, l’inscription : « THÉÂTRES D’OPÉRATIONS EXTÉRIEURS ». La gravure est du sculpteur Albert Bartholomé.
Elle se porte sur la poitrine, à gauche, juste après la croix de guerre 1939-1945.

### Ruban
D'une largeur de 36 mm, il est composé d'une bande centrale bleu clair de 18 mm est encadrée par deux raies verticales rouges de 9 mm sur lequel figure les attributs correspondant à la nature et au nombre des citations obtenues.

### Attributs
Suivant la qualité de l'action à récompenser, il existe plusieurs attributs qui sont identiques à ceux de la croix de guerre 1914-1918 : 
- étoile de bronze pour une citation à l’ordre de la brigade, du régiment ou unité assimilée ;
- étoile d’argent pour une citation à l’ordre de la division ;
- étoile de vermeil pour une citation à l’ordre du corps d’armée ;
- palme de bronze en forme de branche de laurier pour une citation à l’ordre de l’armée.

Une palme d’argent en forme de branche de laurier peut remplacer cinq palmes de bronze.

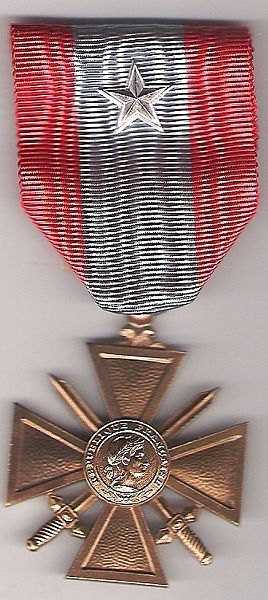
Croix de guerre des TOE du colonel Brébant avec une étoile d'argent.
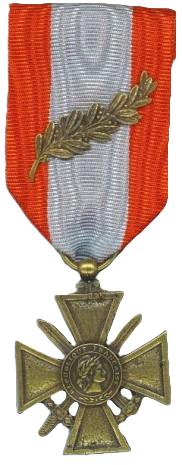
Croix de guerre des TOE avec une palme de bronze.

## Attribution

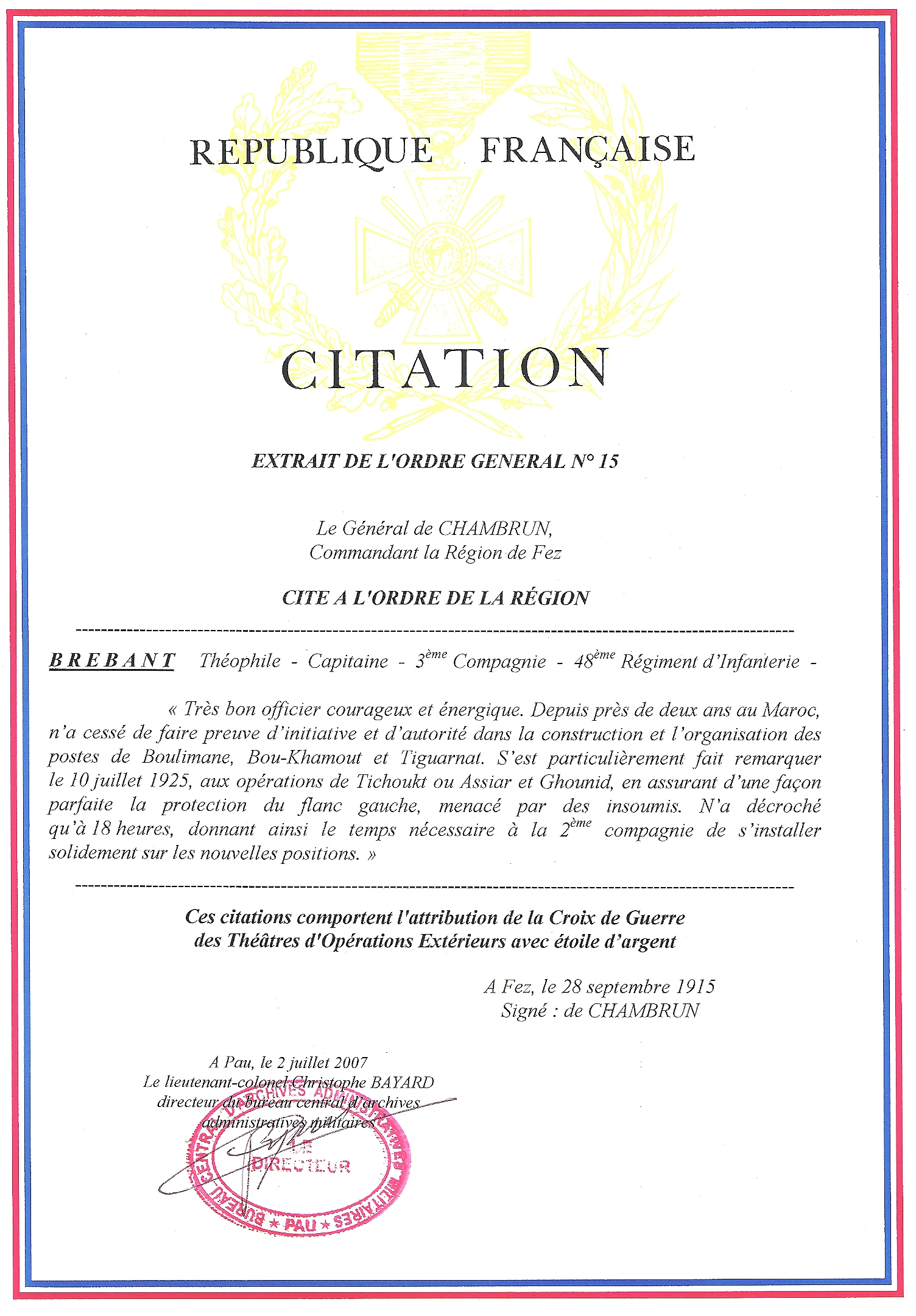
Citation à l'ordre de la région du capitaine Brébant (devenu col.Brébant) dans la région de Fez, le 10 juillet 1925.

La croix de guerre des TOE est décernée par le ministre de la Défense. Il peut déléguer au chef d'État-Major des armées l’attribution des différentes étoiles. Un décret détermine pour chaque opération la zone ouvrant droit à l'attribution et les dates de début et de fin d'attribution. Elle a pu être attribuée de manière collective à 140 formations militaires (unités, navires ou escadrilles).
Si la croix est remise au cours d'une prise d'armes, le récipiendaire vient se ranger dix pas en avant du drapeau. Le commandant des troupes commande le « garde-à-vous ». L'autorité chargée de la remise fait ouvrir le ban et prononce après avoir indiqué le grade, le nom et le prénom du récipiendaire, la formule suivante : « Au nom du ministre de la Défense, nous vous décernons la croix de guerre des Théâtres d'opérations extérieurs avec citation à l'ordre {...} pour les motifs suivants ». Il s'ensuit la lecture de la citation.

### Théâtres
La croix de guerre des TOE est attribuée aux militaires et aux civils qui ont obtenu, pour fait de guerre, une citation individuelle au cours d’opérations exécutées sur des théâtres d’opérations extérieurs :
- Levant français du 11 novembre 1918 au[5]...
- Orient du 11 novembre 1918 au[5]...
- Maroc du 11 novembre 1918 au[5]...
- Afrique-Équatoriale française (AEF) d'août à décembre 1919[5] ;
- Afrique-Occidentale française (AOF) par périodes du 11 novembre 1918 au 4 décembre 1920[5] et le 19 octobre et 3 décembre 1921[6], en février-mars 1922[7] ;
- Indochine par périodes du 16 novembre 1918 au 1er avril 1920[5], du 8 décembre 1920 au 21 mars 1921, du 8 au 22 octobre 1921, 5, 6 et 7 janvier 1922[6], du 6 au 12 avril 1922[7]et de 1945 à 1954 ;
- Régions sahariennes du 16 mai au 3 juin 1919[6] ;
- Pour des missions militaires dans les pays baltes (Estonie, Lettonie, Lituanie), en Haute-Silésie, en Pologne, en Tchécoslovaquie, en Russie, au Caucase, en Sibérie, en Hongrie et en Roumanie[5] ;
- Madagascar du 30 mars 1947 [8] au 1er octobre 1949[9] ;
- Corée de 1950 à 1953[10] ;
- Méditerranée orientale (Crise de Suez) du 30 octobre 1956 au 31 décembre 1956[11] ;
- Moyen-Orient (guerre du Golfe) du 17 janvier 1991[12] au 5 mai 1992[13] ;
- République fédérale de Yougoslavie (Kosovo) du 24 mars 1999[14] au 21 juin 1999[15].